# Lista över fornlämningar i Kungsbacka kommun (Släp)
Lista över fornlämningar i Kungsbacka kommun (Släp) är en förteckning av ett urval av de fornlämningar som finns i Släp i Kungsbacka kommun.
| Namn                     | Lämningstyp                 | Tillkomsttid | Historisk indelning | Plats | Läge                 | ID-nr          | Bild                                 |
| ------------------------ | --------------------------- | ------------ | ------------------- | ----- | -------------------- | -------------- | ------------------------------------ |
| Släp 1:1                 | Röse                        |              | Släp, Halland       |       | 57.533613, 11.958358 | 10149100010001 | Ladda upp en bild av detta fornminne |
| Släp 2:1                 | Stensättning                |              | Släp, Halland       |       | 57.535893, 11.957146 | 10149100020001 | Ladda upp en bild av detta fornminne |
| Släp 3:1                 | Röse                        |              | Släp, Halland       |       | 57.535991, 11.949212 | 10149100030001 | Ladda upp en bild av detta fornminne |
| Släp 5:1                 | Röse                        |              | Släp, Halland       |       | 57.546478, 11.932131 | 10149100050001 | Ladda upp en bild av detta fornminne |
| Släp 6:1                 | Stensättning                |              | Släp, Halland       |       | 57.547129, 11.929402 | 10149100060001 | Ladda upp en bild av detta fornminne |
| Släp 7:1                 | Röse                        |              | Släp, Halland       |       | 57.539194, 11.919911 | 10149100070001 | Ladda upp en bild av detta fornminne |
| Släp 7:2                 | Röse                        |              | Släp, Halland       |       | 57.539321, 11.920214 | 10149100070002 | Ladda upp en bild av detta fornminne |
| Gillviksröset (Släp 8:1) | Röse                        |              | Släp, Halland       |       | 57.541770, 11.918127 | 10149100080001 | Ladda upp en bild av detta fornminne |
| Släp 11:1                | Röse                        |              | Släp, Halland       |       | 57.547725, 11.918195 | 10149100110001 | Ladda upp en bild av detta fornminne |
| Släp 12:1                | Stensättning                |              | Släp, Halland       |       | 57.546017, 11.917405 | 10149100120001 | Ladda upp en bild av detta fornminne |
| Släp 13:1                | Röse                        |              | Släp, Halland       |       | 57.545747, 11.919308 | 10149100130001 | Ladda upp en bild av detta fornminne |
| Släp 14:1                | Röse                        |              | Släp, Halland       |       | 57.536157, 11.924306 | 10149100140001 | Ladda upp en bild av detta fornminne |
| Släp 15:1                | Stensättning                |              | Släp, Halland       |       | 57.536086, 11.922993 | 10149100150001 | Ladda upp en bild av detta fornminne |
| Släp 16:1                | Röse                        |              | Släp, Halland       |       | 57.533712, 11.920525 | 10149100160001 | Ladda upp en bild av detta fornminne |
| Släp 16:2                | Röse                        |              | Släp, Halland       |       | 57.533815, 11.921198 | 10149100160002 | Ladda upp en bild av detta fornminne |
| Släp 17:1                | Röse                        |              | Släp, Halland       |       | 57.532286, 11.920388 | 10149100170001 | Ladda upp en bild av detta fornminne |
| Släp 18:1                | Stensättning                |              | Släp, Halland       |       | 57.534200, 11.917076 | 10149100180001 | Ladda upp en bild av detta fornminne |
| Rösakullen (Släp 19:1)   | Röse                        |              | Släp, Halland       |       | 57.535151, 11.916064 | 10149100190001 | Ladda upp en bild av detta fornminne |
| Släp 21:1                | Röse                        |              | Släp, Halland       |       | 57.528532, 11.917925 | 10149100210001 | Ladda upp en bild av detta fornminne |
| Släp 22:1                | Röse                        |              | Släp, Halland       |       | 57.527889, 11.916963 | 10149100220001 | Ladda upp en bild av detta fornminne |
| Släp 22:2                | Stensättning                |              | Släp, Halland       |       | 57.527844, 11.916768 | 10149100220002 | Ladda upp en bild av detta fornminne |
| Släp 22:3                | Stensättning                |              | Släp, Halland       |       | 57.527960, 11.917074 | 10149100220003 | Ladda upp en bild av detta fornminne |
| Släp 24:1                | Röse                        |              | Släp, Halland       |       | 57.552535, 11.930569 | 10149100240001 | Ladda upp en bild av detta fornminne |
| Släp 30:1                | Röse                        |              | Släp, Halland       |       | 57.523832, 11.926506 | 10149100300001 | Ladda upp en bild av detta fornminne |
| Släp 33:1                | Stensättning                |              | Släp, Halland       |       | 57.520347, 11.923140 | 10149100330001 | Ladda upp en bild av detta fornminne |
| Släp 35:1                | Stensättning                |              | Släp, Halland       |       | 57.520126, 11.943146 | 10149100350001 | Ladda upp en bild av detta fornminne |
| Släp 39:1                | Stensättning                |              | Släp, Halland       |       | 57.512855, 11.952624 | 10149100390001 | Ladda upp en bild av detta fornminne |
| Släp 40:1                | Stensättning                |              | Släp, Halland       |       | 57.519363, 11.947400 | 10149100400001 | Ladda upp en bild av detta fornminne |
| Släp 41:1                | Stensättning                |              | Släp, Halland       |       | 57.530233, 11.957282 | 10149100410001 | Ladda upp en bild av detta fornminne |
| Släp 42:1                | Stensättning                |              | Släp, Halland       |       | 57.529222, 11.954616 | 10149100420001 | Ladda upp en bild av detta fornminne |
| Släp 44:1                | Röse                        |              | Släp, Halland       |       | 57.526819, 11.959495 | 10149100440001 | Ladda upp en bild av detta fornminne |
| Släp 48:1                | Röse                        |              | Släp, Halland       |       | 57.523935, 11.963322 | 10149100480001 | Ladda upp en bild av detta fornminne |
| Släp 48:2                | Röse                        |              | Släp, Halland       |       | 57.523962, 11.963684 | 10149100480002 | Ladda upp en bild av detta fornminne |
| Släp 48:3                | Stensättning                |              | Släp, Halland       |       | 57.524043, 11.963910 | 10149100480003 | Ladda upp en bild av detta fornminne |
| Släp 50:1                | Stensättning                |              | Släp, Halland       |       | 57.516419, 11.966209 | 10149100500001 | Ladda upp en bild av detta fornminne |
| Släp 51:1                | Röse                        |              | Släp, Halland       |       | 57.512041, 11.968749 | 10149100510001 | Ladda upp en bild av detta fornminne |
| Alguserös (Släp 52:1)    | Röse                        |              | Släp, Halland       |       | 57.510309, 11.964892 | 10149100520001 | Ladda upp en bild av detta fornminne |
| Släp 53:1                | Röse                        |              | Släp, Halland       |       | 57.510120, 11.974826 | 10149100530001 | Ladda upp en bild av detta fornminne |
| Släp 54:1                | Röse                        |              | Släp, Halland       |       | 57.510977, 11.973773 | 10149100540001 | Ladda upp en bild av detta fornminne |
| Släp 58:1                | Röse                        |              | Släp, Halland       |       | 57.503243, 11.931602 | 10149100580001 | Ladda upp en bild av detta fornminne |
| Kumlet (Släp 61:1)       | Röse                        |              | Släp, Halland       |       | 57.505789, 11.922806 | 10149100610001 | Ladda upp en bild av detta fornminne |
| Släp 62:1                | Röse                        |              | Släp, Halland       |       | 57.509472, 11.923932 | 10149100620001 | Ladda upp en bild av detta fornminne |
| Släp 63:1                | Stensättning                |              | Släp, Halland       |       | 57.512628, 11.981240 | 10149100630001 | Ladda upp en bild av detta fornminne |
| Släp 65:1                | Röse                        |              | Släp, Halland       |       | 57.524240, 11.989698 | 10149100650001 | Ladda upp en bild av detta fornminne |
| Släp 66:1                | Stensättning                |              | Släp, Halland       |       | 57.517897, 11.986209 | 10149100660001 | Ladda upp en bild av detta fornminne |
| Släp 71:1                | Röse                        |              | Släp, Halland       |       | 57.520147, 11.977030 | 10149100710001 | Ladda upp en bild av detta fornminne |
| Släp 71:2                | Röse                        |              | Släp, Halland       |       | 57.520186, 11.977290 | 10149100710002 | Ladda upp en bild av detta fornminne |
| Släp 72:1                | Stensättning                |              | Släp, Halland       |       | 57.521422, 11.977907 | 10149100720001 | Ladda upp en bild av detta fornminne |
| Släp 73:1                | Röse                        |              | Släp, Halland       |       | 57.522433, 11.976699 | 10149100730001 | Ladda upp en bild av detta fornminne |
| Kungsröset (Släp 74:1)   | Röse                        |              | Släp, Halland       |       | 57.524117, 11.977277 | 10149100740001 | Ladda upp en bild av detta fornminne |
| Släp 76:1                | Röse                        |              | Släp, Halland       |       | 57.525736, 11.976238 | 10149100760001 | Ladda upp en bild av detta fornminne |
| Släp 77:1                | Röse                        |              | Släp, Halland       |       | 57.524914, 11.974996 | 10149100770001 | Ladda upp en bild av detta fornminne |
| Släp 78:1                | Stensättning                |              | Släp, Halland       |       | 57.524691, 11.973290 | 10149100780001 | Ladda upp en bild av detta fornminne |
| Släp 79:1                | Röse                        |              | Släp, Halland       |       | 57.526858, 11.972611 | 10149100790001 | Ladda upp en bild av detta fornminne |
| Släp 82:1                | Röse                        |              | Släp, Halland       |       | 57.532409, 11.975294 | 10149100820001 | Ladda upp en bild av detta fornminne |
| Rösefjäll (Släp 83:1)    | Röse                        |              | Släp, Halland       |       | 57.535736, 11.972325 | 10149100830001 | Ladda upp en bild av detta fornminne |
| Släp 84:1                | Grav markerad av sten/block |              | Släp, Halland       |       | 57.553389, 11.955759 | 10149100840001 | Ladda upp en bild av detta fornminne |
| Släp 84:2                | Grav markerad av sten/block |              | Släp, Halland       |       | 57.553391, 11.955755 | 10149100840002 | Ladda upp en bild av detta fornminne |
| Släp 87:1                | Röse                        |              | Släp, Halland       |       | 57.491268, 11.889634 | 10149100870001 | Ladda upp en bild av detta fornminne |
| Släp 88:1                | Fiskeläge                   |              | Släp, Halland       |       | 57.490349, 11.887931 | 10149100880001 | Ladda upp en bild av detta fornminne |
| Släp 92:1                | Röse                        |              | Släp, Halland       |       | 57.515989, 11.878071 | 10149100920001 | Ladda upp en bild av detta fornminne |
| Släp 96:2                | Röse                        |              | Släp, Halland       |       | 57.523944, 11.899372 | 10149100960002 | Ladda upp en bild av detta fornminne |
| Släp 98:1                | Fiskeläge                   |              | Släp, Halland       |       | 57.518261, 11.903747 | 10149100980001 | Ladda upp en bild av detta fornminne |
| Släp 101:1               | Röse                        |              | Släp, Halland       |       | 57.509238, 11.907022 | 10149101010001 | Ladda upp en bild av detta fornminne |
| Släp 102:1               | Röse                        |              | Släp, Halland       |       | 57.511983, 11.908011 | 10149101020001 | Ladda upp en bild av detta fornminne |
| Släp 103:1               | Fiskeläge                   |              | Släp, Halland       |       | 57.508506, 11.916666 | 10149101030001 | Ladda upp en bild av detta fornminne |
| Släp 104:1               | Röse                        |              | Släp, Halland       |       | 57.514101, 11.925840 | 10149101040001 | Ladda upp en bild av detta fornminne |
| Släp 105:1               | Röse                        |              | Släp, Halland       |       | 57.514771, 11.925416 | 10149101050001 | Ladda upp en bild av detta fornminne |
| Släp 106:1               | Fiskeläge                   |              | Släp, Halland       |       | 57.514731, 11.926869 | 10149101060001 | Ladda upp en bild av detta fornminne |
| Släp 111:1               | Stenkrets                   |              | Släp, Halland       |       | 57.537645, 11.942371 | 10149101110001 | Ladda upp en bild av detta fornminne |
| Släp 111:2               | Grav markerad av sten/block |              | Släp, Halland       |       | 57.537540, 11.941631 | 10149101110002 | Ladda upp en bild av detta fornminne |
| Släp 112:1               | Begravningsplats            |              | Släp, Halland       |       | 57.504331, 11.987661 | 10149101120001 | Ladda upp en bild av detta fornminne |
| Släp 113:1               | Fiskeläge                   |              | Släp, Halland       |       | 57.519490, 11.929356 | 10149101130001 | Ladda upp en bild av detta fornminne |
| Släp 129:1               | Stensättning                |              | Släp, Halland       |       | 57.526847, 11.992538 | 10149101290001 | Ladda upp en bild av detta fornminne |
| Släp 147:1               | Fiskeläge                   |              | Släp, Halland       |       | 57.526937, 11.932861 | 10149101470001 | Ladda upp en bild av detta fornminne |
| Släp 183:1               | Stensättning                |              | Släp, Halland       |       | 57.518747, 11.985327 | 10149101830001 | Ladda upp en bild av detta fornminne |
| Släp 183:2               | Röse                        |              | Släp, Halland       |       | 57.518625, 11.985369 | 10149101830002 | Ladda upp en bild av detta fornminne |
| Släp 216:1               | Stensättning                |              | Släp, Halland       |       | 57.537249, 11.950255 | 10149102160001 | Ladda upp en bild av detta fornminne |
| Släp 216:2               | Stensättning                |              | Släp, Halland       |       | 57.537381, 11.950458 | 10149102160002 | Ladda upp en bild av detta fornminne |